# スパイスより愛を込めて。
『スパイスより愛を込めて。』（スパイスよりあいをこめて）は、2023年6月2日に公開された日本映画。監督は瀬木直貴、主演は中川翼、ヒロインは茅島みずき。
石川県金沢市を舞台に、この世からスパイスが消えてしまうという異常事態の中で、カレー好きの高校生の男子を中心に繰り広げられる青春群像劇。
2023年5月3日から5日まで開催された第1回横浜国際映画祭で、5月4日にプレミア上映が実施されている。

## あらすじ
未知のウイルスがまん延し、スパイスがウイルスに効果があると噂されたため、世界中でスパイスが不足し、カレーは貴重なものになってしまっている。
金沢に住む、カレーが大好きな高校生の山本蓮は、そんな異常事態に困り果てていた。そんな時、希少なスパイス・カルダモンの香りをまとった不思議な少女・端目莉久に出会う。蓮は彼女に興味を持ち、一緒にスパイス不足の謎に迫っていく。

## キャスト

### 主要人物
山本蓮（やまもと れん）
演 - 中川翼
高校生。野球部所属。沙羅とは幼なじみで、妹のように思っている。
莉久とはカルダモンの香りをきっかけに知り合う。母のカレーが大好きだった。
端目莉久（たんめ りく）
演 - 茅島みずき
高校生。蓮と沙羅とは同級生。常にカルダモンが入った小瓶を首から下げ、スパイスの香りをまとっている。
スパイス研究一家で育ち、「この世の食材はカレーになるためにある」と語る。

### 山本家
山本直哉（やまもと なおや）
演 - 田中直樹
蓮の父。書店員。香織の漫画のファン。
山本香織（やまもと かおり）
演 - 田中美里
蓮の母。漫画家で締め切りの日は必ずカレーを作っていた。

### 端目家
一家でスパイスの研究をしている。
端目真司（たんめ しんじ）
演 - 福山翔大
莉久の兄。山神大臣の支援を受け、スパイスの研究を続けている。
かっては陽一と共同研究をしていたが、ウイルス感染の研究を始めた陽一を憎むようになる。
端目陽一（たんめ よういち）
演 - 萩原聖人
莉久の父。スパイスがウイルスに対して効果があると表明したため、カレー不足を招いてしまっている。
端目美帆（たんめ みほ）
演 - 横山めぐみ
莉久の母。ウイルスまん延のため、帰国できずにインドネシア滞在中。

### 蓮たちの高校
葛城沙羅（かつらぎ さら）
演 - 速瀬愛
高校生。蓮とは幼なじみ。同世代からも人気を集めるモデルとして活躍。
立花美宇（たちばな みう）
演 - 坂巻有紗
高校生。蓮たちの先輩。空手部。カレーをきっかけに莉久たちと知り合う。
キャプテン
演 - 藤枝喜輝
蓮が所属する野球部のキャプテン。

### 厚生労働省
山神大臣
演 - 加藤雅也
厚生労働大臣。陽一の研究結果を批判している。
井川
演 - 西山繭子
大臣秘書。

### その他
金髪男
演 - 三浦永夢
美容師。沙羅からアプローチを受ける。

## スタッフ
- 監督 - 瀬木直貴
- 脚本 - アラン・スミシー
- プロデューサー - 中西康浩、宮森宏和、瀬木直貴[4]
- カレー監修 - 一条もんこ
- 調理監修 - 谷口直子
- 監督補 - 高明

- 音楽 - 高山英丈
- 主題歌 - あたらよ（A.S.A.B）「僕らはそれを愛と呼んだ」[5]
- 撮影 - 岡田賢二
- 照明 - 宮西孝明
- 録音 - 小清水建治
- 美術 - 阿久津桂
- 衣装 - 中村絢
- ヘアメイク - 吉森香織
- 音響 - 田中俊
- 編集 - 別所順平
- 助監督 - 金沢勇大
- 配給 - ブロードメディア[4]
- 製作協力 -電通
- 後援 -  石川県、金沢市、小松市、加賀市、内灘町、日本カレー協議会
- 製作 -「スパイスより愛を込めて。」製作委員会（45ホールディングス、ゴーゴーカレーグループ、ソウルボート、北國新聞社、北陸放送、テレビ金沢）

## 製作
監督を務めた瀬木直貴のこれまでの作品では、ラーメン（『ラーメン侍』）や唐揚げ（『カラアゲ☆USA』）、日本酒（『恋のしずく』）など日本の食文化を題材にしており、この流れで、国民的人気の食べ物であるカレーの映画を作ろうということになった。そうした時、瀬木は、以前に『恋のしずく』を鑑賞していた金沢カレー店「ゴーゴーカレー」の創業者・宮森宏和と出会い、交流するうちに「金沢のカレーを題材にした映画を作りたい」という思いに至った。しかしカレーとスパイスについて勉強する中で、スパイスの膨大な組み合わせや作る人によって全く異なる味になり好みも多種多様であるという事情に行き詰まり、これは映画にできないかもしれないと感じていた。そうした中、いくつもの色や香りをもち、騙したり、隠したり、連帯したり、強調したりするというスパイスの特性は、まるで人間そのものではないかという考えがよぎり、登場人物それぞれをスパイスになぞらえた青春群像劇の発想が生まれた。また瀬木は、コロナ禍を経てみんなで一緒にご飯を食べることの大切さを改めて感じたことも制作のきっかけと語っている。

### 撮影について
主な撮影は、2021年の秋に金沢市を中心とした石川県内で行われ、当時コロナ禍の只中にあったため地元行政や関係者と相談しながら進められた。マスク着用、手指消毒や検温、ケータリングの禁止、エキストラの上限20名、複数人での飲食の禁止、ホテルの室内での個食など厳しいルールが設けられ、地元住民との交流もほとんどできなかったが、結果的に体調不良者を一人も出さずに撮影最終日を迎えた。最終日の時期はコロナ禍が一時的に収まっていたことから、小松市の山里に即席で設営された食堂で、スタッフとキャストは最初で最後となるケータリングのカレーを食した。

### クラウドファンディング
コロナ禍での撮影により前述のような衛生対策の拡充、撮影効率の低下、エキストラの人数制限を余儀なくされ、想定外の追加撮影やVFX編集等の出費がかさんで制作費が圧迫された結果、石川県や東京を除き舞台挨拶やイベントが実施できない状況となった。そこで、各地での舞台挨拶や海外の映画祭への参加費用に充当する目的でCAMPFIREを通じたクラウドファンディングが2023年4月12日から5月22日の期間に実施され、30万円の目標額に対して52万5000円の資金が集められた。